# Pyrausta ferrugalis
Pyrausta ferrugalis là một loài bướm đêm trong họ Crambidae.